# 切廖
切廖（義大利語：Cellio），是意大利韦尔切利省的一个市镇。总面积10.05平方公里，人口878人，人口密度87.4人/平方公里（2009年）。ISTAT代码为002038。